# Mbufung
Mbufung (ou Mbufong) est un village de l'arrondissement de Bali (Bali Council) situé dans le département du Mezam et la Région du Nord-Ouest du Cameroun, un pays d'Afrique centrale.

## Population
Lors du recensement national de 2005, 594 personnes y ont été dénombrées.
Des projections plus récentes ont abouti à une estimation de 4 134 personnes pour 2011.

## Éducation
Le village de Mbufung compte un établissement scolaire, le G.S Mbufung.

## Eau et Électricité
En 2011 le village se contentait d'une pompe d'eau potable et d'une connexion partielle au réseau électrique.